# Alfio Caltabiano
Alfio Caltabiano (Pistoya, 1932–Roma, 2007) fue un actor, director de cine y guionista italiano.

## Biografía
Caltabiano nació en Pistoya en 1932. Inició su carrera como actor en la década de 1950, llegando a aparecer en más de treinta películas en su país. Como director fue reconocido por realizar wésterns, entre los que destacan Ballata per un pistolero y Comandamenti per un gangster. Falleció en el año 2007 en la ciudad de Roma.

## Filmografía destacada
- Il principe dalla maschera rossa (1955)
- Messalina (1960)
- La strada dei giganti (1960)
- The Colossus of Rhodes (1961)
- Barabbas (1961)
- The Son of Captain Blood (1962)
- Colossus of the Arena (1962)
- I Am Semiramis (1963)
- Goliath and the Sins of Babylon (1963)
- Kali Yug: Goddess of Vengeance (1963)
- Il mistero del tempio indiano (1963)
- Seven Slaves Against the World (1964)
- The Revenge of Spartacus (1964)
- Two Sergeants of General Custer (1965)
- Seven Rebel Gladiators (1965)
- Erik, the Viking (1965)
- Colorado Charlie (1965)
- L'armata Brancaleone (1966)
- Star Pilot (1966)
- Ballad of a Gunman (1967)
- Comandamenti per un gangster (1968)
- Bootleggers (1969)
- Una spada perr Brando (1970)
- Man Called Amen (1972)
- Italian Graffiti (1973)
- Oremus, Alleluia e Così Sia (1973)
- Keoma (1976)
- California (1977)